# 충렬사역
충렬사(안락·부산항운병원)역(Chungnyeolsa station, 忠烈祠驛)은 대한민국 부산광역시 동래구 안락동에 있는 부산 도시철도 4호선의 전철역이다.

## 역사
- 2011년 3월 30일 : 부산 도시철도 4호선 개통과 함께 영업 개시

## 개요
부역명이 안락이나, 동해선의 안락역과는 관련이 없다. 인근에 충렬사가 있다. 이 역에서 낙민역 구간 사이에 곡선 구간이 있다. 부산 도시철도 4호선의 역들 중 2번째로 이용객이 많다.

## 역 구조
2면 2선의 상대식 승강장을 갖춘 지하역이며, 스크린도어가 설치되어 있다. 출구는 4개다.

### 승강장
| 낙민 ↑ |
| \| 상  |
| ↓ 명장 |

| 상행 | ● 부산 도시철도 4호선 | 수안·동래·미남 방면      |
| 하행 | ● 부산 도시철도 4호선 | 명장·석대·고촌·안평 방면 |

- 대합실을 통해 반대편 승강장으로 이동이 가능하다.

## 역 주변
- 부산 충렬사
- 안락동
- 안락1동 행정복지센터
- 동래화목타운
- 서원시장
- 동래구청(임시청사)
- 안락교차로
- 부산항운병원
- 동래봉생병원
- 안진초등학교
- 온천천 시민공원
- 강변뜨란채 아파트

## 승차량 변동
| 노선  | 승차 인원 | 승차 인원 | 승차 인원 | 승차 인원 | 승차 인원 | 승차 인원 | 주 석 |
| 노선  | 2011년    | 2012년    | 2013년    | 2014년    | 2015년    | 2016년    | 주 석 |
| ----- | --------- | --------- | --------- | --------- | --------- | --------- | ----- |
| 4호선 | 2683      | 2986      | 3169      | 3406      | 3574      | ?         | [ 2 ] |

## 인접한 역
| 부산 도시철도 4호선 | 부산 도시철도 4호선   | 부산 도시철도 4호선 |
| ------------------- | --------------------- | ------------------- |
| 404 낙민 미남 방면  | ● 부산 도시철도 4호선 | 406 명장 안평 방면  |